# Miomantis caffra
Miomantis caffra es una especie de mantis de la familia Mantidae. Esta especie se ha descubierto recientemente en Portugal, junto con Miomantis paykullii, el tráfico de especies exóticas o terrariofilia, es la causa de que muchos ecosistemas se vean afectados, tanto por la introducción de especies invasoras como por la recolección de animales en su hábitat natural.

## Distribución geográfica
Se encuentra en la Provincia del Cabo, Natal y  Transvaal  (Sudáfrica),  Suazilandia y Nueva Zelanda.